# 氷川神社 (所沢市本郷)
氷川神社（ひかわじんじゃ）は、埼玉県所沢市の神社。

## 歴史
創建年代は不明である。ただ江戸時代後期の地誌『新編武蔵風土記稿』に記載されていることから、その頃には既に存在していたものと推測される。かつては旧家の「久瀬川家」の屋敷神であった。口伝によれば、寛永年間（1624年 - 1644年）に「コロリ（コレラ）」という奇病が流行した際、久瀬川家の老婆が患者の看病に回っていた。ところが、この久瀬川家の老婆はコレラに感染することはなかった。人々が「何故疫病がうつらないのか」と聞いたところ、老婆は「屋敷の天王様を信仰しているから、病魔が近寄らないのだ。」と答えた。これをきっかけに久瀬川家の天王様を信仰する者が増え、遂に村に移管されることになったという。
明治以降の近代社格制度では、当初は「無格社」であった。しかし1908年（明治41年）の神社合祀により、村社の氷川神社を合祀したことから、当社も村社に昇格し、「八雲社」から「氷川神社」に改称した。また周辺の4社（摂末社含む）を合祀した。

## 交通アクセス
- 東所沢駅より徒歩18分。